# Phalaenopsis modesta
Phalaenopsis modesta är en orkidéart som beskrevs av Johannes Jacobus Smith. Phalaenopsis modesta ingår i släktet Phalaenopsis och familjen orkidéer. Inga underarter finns listade i Catalogue of Life.